# 俄羅斯工程院
俄羅斯工程院（俄語：Российская инженерная академия）是位於俄羅斯首都莫斯科西南方郊區的一個國家工程研究中心。
自1990年創建至今，擁有多名傑出優秀的科學家、工程師，不論是學術界和產業界都有重大的貢獻和合作，成員中也包含許多外國人。

## 學院宗旨
- 結合俄羅斯科學家和工程師的創造力潛力。
- 開發有效實施智力潛能的工程活動領域。
- 開發和執行重要的研究計劃和專利。
- 創造材料新類型的工藝、技術和應用。
- 提供加速科學技術進步並對俄羅斯經濟發展的重點方向。

## 活動
俄羅斯工程院院士包括28單位，內容涵蓋產業的關鍵分支以及一系列對各種科學技術問題的議會。學院的區域結構是由38地區部門和7個中心表示。
學院的區域結構是由38個地區部門和7個中心所組成。

## 參閱
- 俄羅斯工程院院士列表